# Rhodostrophia subrufa
Rhodostrophia subrufa là một loài bướm đêm trong họ Geometridae.